# Ironton (Missouri)
Ironton és una població dels Estats Units a l'estat de Missouri. Segons el cens del 2000 tenia 1.471 habitants.

## Demografia
Segons el cens del 2000, Ironton tenia 1.471 habitants, 615 habitatges, i 389 famílies. La densitat de població era de 417,6 habitants per km².
Dels 615 habitatges en un 29,8% hi vivien nens de menys de 18 anys, en un 47,2% hi vivien parelles casades, en un 13,7% dones solteres, i en un 36,7% no eren unitats familiars. En el 31,9% dels habitatges hi vivien persones soles el 17,2% de les quals corresponia a persones de 65 anys o més que vivien soles. El nombre mitjà de persones vivint en cada habitatge era de 2,3 i el nombre mitjà de persones que vivien en cada família era de 2,88.
Per edats la població es repartia de la següent manera: un 23,9% tenia menys de 18 anys, un 8% entre 18 i 24, un 24,9% entre 25 i 44, un 24,9% de 45 a 60 i un 18,3% 65 anys o més.
L'edat mediana era de 41 anys. Per cada 100 dones de 18 o més anys hi havia 83,3 homes.
La renda mediana per habitatge era de 23.808 $ i la renda mediana per família de 31.458 $. Els homes tenien una renda mediana de 28.800 $ mentre que les dones 18.162 $. La renda per capita de la població era de 14.710 $. Entorn del 17,4% de les famílies i el 22,9% de la població estaven per davall del llindar de pobresa.

## Poblacions més properes
El següent diagrama mostra les poblacions més properes.